# توپولف تو-۷۵
توپولف تو-۷۵ (به انگلیسی: Tupolev Tu-75) یک هواگرد ساختِ کارخانهٔ توپولف در کشور اتحاد جماهیر سوسیالیستی شوروی است. این هواگرد برای نخستین بار در ۲۱ ژانویه ۱۹۵۰ میلادی مورد استفاده قرار گرفت.